# Domenico Carutti

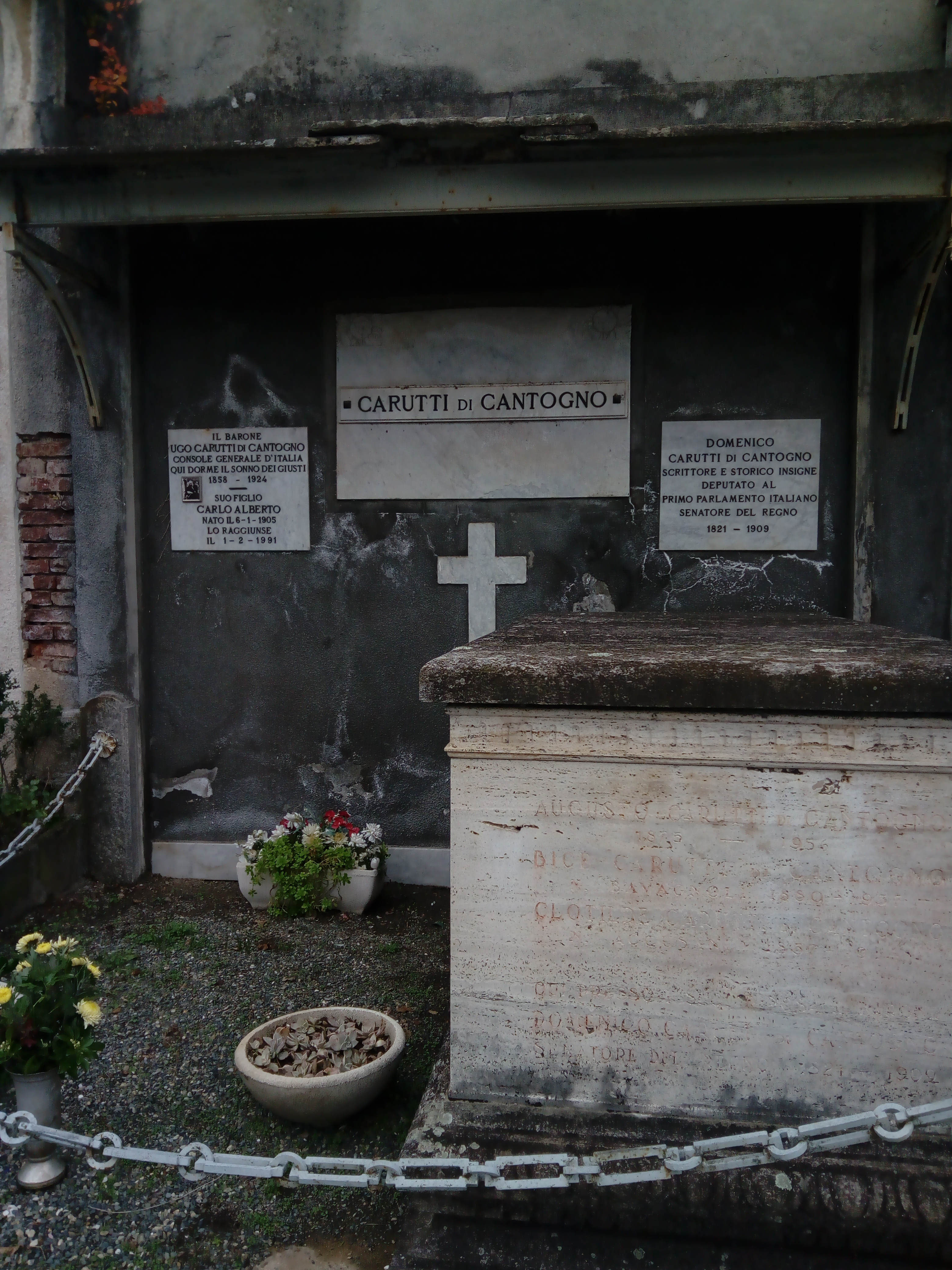
Tomba di famiglia di Domenico Carutti nel cimitero di Cumiana

Domenico Carutti di Cantogno (Cumiana, 26 novembre 1821 – Cumiana, 4 settembre 1909) è stato uno storico, diplomatico e politico italiano.

## Biografia
Fu direttore della Biblioteca Reale di Torino, collaboratore di Cavour e di Bettino Ricasoli. Fu nominato Segretario generale del Ministero degli affari esteri del Regno di Sardegna il 15 ottobre 1859 e mantenne tale carica anche dopo la proclamazione del Regno d'Italia, sino al 2 marzo 1862. Per tale motivo può essere considerato il primo Segretario generale del Ministero degli esteri dello Stato unitario.
Con l'ascesa al governo di Urbano Rattazzi, Carutti di Cantogno fu nominato ambasciatore nei Paesi Bassi. Dopo l'unità d'Italia, venne nominato senatore del Regno e, nel 1879, barone. Dal 1884 fu anche sindaco di Cumiana.
Fu Consigliere di Stato, deputato e senatore del Regno d'Italia. In occasione del centocinquantenario dell'Unità d'Italia, è stato inserito dalla Presidenza del Consiglio dei Ministri - Ministero per la Pubblica Amministrazione e per l'Innovazione nella lista dei 150 più illustri funzionari dello Stato.

## Opere
Tra le sue opere storiografiche, si ricordano:
- Storia del Regno di Vittorio Amedeo II (1859)
- Storia del Regno di Carlo Emanuele III (1859)
- Storia della diplomazia della corte di Savoia  (1879)
- Storia della corte di Savoia durante la Rivoluzione e l'Impero (1892)
- Storia di Pinerolo (1897)

Volumi della collana Biblioteca della Società Storica Subalpina di cui fu curatore:
- B. Baudi di Vesme, F. Gabotto, D. Carutti, E. Durando, C. Demo e C. Patrucco (a cura di), Studi pinerolesi, 1899.
- D. Carutti, G. Barelli, C. Patrucco, S. e F. Pivano, F. Savio, O. Roggiero, G. Colombo e A. Tallone (a cura di), Studi saluzzesi, 1901.